# 軟著陸 (經濟)
軟著陸是指经济在过度扩张后平稳地回到經濟适度增长的区间，且回落過程中没有出现大规模的通缩和失业。當一國的通貨膨脹加劇時政府會试图採取各種措施减缓通货膨胀，如果政策合理，則能順利軟著陸。